# Cyrille Fleischman
Pour les articles homonymes, voir Fleischman.
Cyrille Fleischman (Paris 3e, 3 février 1941 - Paris 14e, 15 juillet 2010) est un avocat et écrivain français, auteur de nombreuses nouvelles qui évoquent un petit monde juif ashkénaze des années 1950.

## Biographie
Son père, Heymann Fleischman dit Armand Fleischman, homme mystique, né en 1886 à Paris 4e arrondissement, était le fondateur d'un Oratoire rue des Écouffes (la Fondation Roger-Fleischman), petite synagogue où le jeune Cyrille Fleischman a passé, à côté de lui déjà âgé, une partie de son enfance d'après-guerre. Sa mère, quant à elle, avait un petit magasin de papier-peint pas très loin du métro Saint-Paul où il  passé une autre partie de son adolescence.
Il est avocat. Il préside la loge Léon Blum du B'nai Brith.
Malade au cours des dix dernières années de sa vie, il meurt à Paris le 15 juillet 2010. Son enterrement a lieu le 20 juillet 2010 au Cimetière de Bagneux conduit par le Grand-rabbin de France, Gilles Bernheim. Il est enterré dans la 46e division.

### Famille
Avec son épouse, Danielle, Cyrille Fleischman a deux filles : Sandrine et Anne.

## Œuvres
- L'Attraction du bal, 1987
- Rendez-vous au métro Saint-Paul, 1992
- Nouveaux rendez-vous au métro Saint-Paul, 1994
- Derniers rendez-vous au métro Saint-Paul, 1995
- Tango pour le cinquième acte, 1996
- Un slow des années 50, 1999
- Juste une petite valse, 2000
- Balades d'été, bals d'hiver, 2001
- Une rencontre près de l'Hôtel de Ville, 2003
- Une rencontre loin de l'Hôtel de Ville, 2004
- Riverains rêveurs du métro Bastille, 2007.
- Réparateur de destin, éditions Fayard, 2010.
- Les Réponses d'un maître, éditions Folies d'Encre, 2010.

## Récompenses
- Prix d'Académie, au titre des Grands prix de l'Académie française, 1995
- Prix Max-Cukierman (culture yiddish), 2002.